# Ulla Willick
Ulla Willick-Borsche (* 19. August 1940 in Köln; † 16. Oktober 2019 in Ulm) war eine deutsche Theaterschauspielerin.

## Leben

### Ausbildung und Karrierebeginn
Ulla Willick absolvierte ihre Schauspielausbildung an der Schauspielschule des Theaters „Der Keller“ in Köln. Vermutlich in der Saison 1959/60 hatte sie dort auch ihr Debüt und ihr erstes Engagement. Weitere Engagements hatte sie zu Beginn ihrer Karriere am Kleinen Theater Köln und beim literarisch-politischen Kabarett „Zerrspiegel“.
Anschließend war Willick hauptsächlich als Gastschauspielerin tätig, u. a. am Kleinen Theater in Bad Godesberg (Spielzeit 1964/65), am Grenzlandtheater Aachen, an der Komödie Düsseldorf und an der Komödie München (jeweils in der Spielzeit 1967/68), an den Hamburger Kammerspielen und an der Volksbühne Berlin.

### Bühnenstationen
Von 1971 bis 1985 war Willick unter den Schauspieldirektoren Hesso Huber und Hansjörg Utzerath festes Ensemblemitglied an den Städtischen Bühnen Nürnberg, wo sie vor allem mit dem Regisseur Raymund Richter (u. a. in Masse Mensch) zusammenarbeitete. Anschließend ging sie, von Raymund Richter dorthin engagiert, von 1985 bis 1991 an die Vereinigten Städtischen Bühnen Krefeld/Mönchengladbach, und anschließend, unter Richters Kurzzeit-Direktion, von 1991 bis 1994 nochmal ans Schauspielhaus Nürnberg. Dort übernahm sie in der Spielzeit 1992/93 u. a. an der Seite von Patricia Litten (Frl. Lena Isenbarn), Ksch. Jochen Kuhl (Siebenmark) und Christian Habicht (Hans Iver) die Rolle der Witwe Frau Keferstein in Ernst Barlachs Drama Der arme Vetter. In Nürnberg wurde sie zu einer der zehn besten Schauspielerinnen der letzten 50 Jahre am Schauspielhaus Nürnberg gewählt.

### Engagement am Theater Ulm
Seit der Spielzeit 1994/95 war Ulla Willick am Theater Ulm engagiert. Sie gehörte, in insgesamt 19 Spielzeiten, bis zum Spielzeitende 2012/13 dem Ensemble ohne Unterbrechung als festes Ensemblemitglied an. Seit der Spielzeit 2013/14, ihrer 20. Saison am Theater Ulm, war Willick dort mit einem Gastvertrag weiterhin engagiert. Im Sommer 2019 wurde Willick mit dem Ulmer Theaterpreis für ihr Lebenswerk ausgezeichnet.
Am Theater Ulm spielte Willick über 100 Rollen; im Laufe ihrer Schauspiellaufbahn stand sie in insgesamt mehr als 200 Rollen auf der Bühne.
Zu ihren Ulmer Rollen gehörten u. a. die Gutsbesitzerin Ljubow Andrejewna Ranjewskaja in Der Kirschgarten (Spielzeit 1998/99, neben Friederike Frerichs als Charlotta Iwanowna), die Frau Marthe Rull in Der zerbrochne Krug, Marija Wojinizkaja in Onkel Wanja, die Königin Gertrude in Hamlet, die Madame Pace in Sechs Personen suchen einen Autor (Premiere, Spielzeit 2004/05), die Marthe Schwerdtlein in Faust (Premiere, Spielzeit 2007/08), die Claire Zachanassian in Der Besuch der alten Dame (2001), die krebskranke und tablettensüchtige Clan-Mutter Violet in dem Drama Eine Familie von Tracy Letts (Premiere: 2007, später auch in der Spielzeit 2010/11), Alice in Der Totentanz von August Strindberg (Spielzeit 2011/12; Regie: Antje Thoms), weiters, jeweils in der Spielzeit 2012/13, die Titelrolle in Bernarda Albas Haus und die Lady Bracknell in Bunbury.
Im Theaterstück Rommel. Ein deutscher General (Spielzeit 2011/12) spielte sie eine Doppelrolle: Hitler und den Geist einer ermordeten Jüdin. In den Spielzeiten 2013/14 und 2014/15 spielte sie am Theater Ulm die Zofe Dorine in Tartuffe. In der Spielzeit 2014/15 übernahm sie dort außerdem die alternde Diva Dotty Otley in der Komödie Der nackte Wahnsinn von Michael Frayn.
Im Sommer 2015 spielte sie mit dem Ensemble des Theaters Ulm auf der Wilhelmsburg den Puck in der Shakespeare-Komödie Ein Sommernachtstraum in einer Inszenierung von Andreas von Studnitz; in früheren Ulmer Sommernachtstraum-Inszenierungen hatte sie bereits die Titania (Regie: Ansgar Haag) und auch den Oberon gespielt. In der Spielzeit 2015/16 übernahm sie von März bis Juni 2016 am Theater Ulm die Rolle der Gräfin Annegret in der Lehár-Operette Schön ist die Welt. Zu ihren letzten Premierenrollen gehörte die Mrs. Higgins im Musical My Fair Lady in der Spielzeit 2018/19, für die sie auch in der Spielzeit 2019/20 wieder besetzt war.

### Privates
Willick war von 1970 bis zu dessen Tod 1982 mit dem Filmschauspieler Dieter Borsche verheiratet. Während ihrer Ehe lebten Willick und Borsche in Nürnberg.